# Animal Crackers (musical)
Animal Crackers è un musical statunitense in due atti su libretto di George S. Kaufman e Morrie Ryskind, parole e musiche di Bert Kalmar e Harry Ruby.
Lo spettacolo debuttò a Broadway il 23 ottobre 1928 al 44th Street Theatre. Dopo 191 rappresentazioni, chiuse il 6 aprile 1929.

## Numeri musicali
Parole e musica di Bert Kalmar e Harry Ruby.

### Atto I
- News, eseguita da Wally Winston e Sixteen Markert Dancers
- Hooray for Captain Spalding, eseguita da Hives, Jamison, Mrs. Rittenhouse, Capitano Spalding e insieme
- Who's Been Listening to My Heart, eseguita da Mary Stewart e John Parker
- The Long Island Low-Down, eseguita da Wally Winston e Grace Carpenter
- Go Places and Do Things, eseguita dall'insieme del cast
- Watching the Clouds Roll By, eseguita da Mary Stewart e John Parker

### Atto II
- When Things Are Bright and Rosy, eseguita da Wally Winston e Arabella Rittenhouse
- Cool Off, eseguita da Grace Carpenter e dall'insieme
- Musketeers, eseguita da Jamison, Capitano Spalding, Emanuel Ravelli e il Professore

## Cast
I protagonisti della sera della prima (23 ottobre 1928):
- Groucho Marx: capitano Spalding
- Harpo Marx: il professore
- Chico Marx: Emanuel Ravelli
- Zeppo Marx: Jamison
- Margaret Dumont: signora Rittenhouse
- Alice Wood: Arabella Rittenhouse